# Gare d'Ebersheim
La gare d'Ebersheim est une gare ferroviaire française de la ligne de Strasbourg-Ville à Saint-Louis, située sur le territoire de la commune d'Ebersheim, dans la collectivité européenne d'Alsace, en région Grand Est.
Elle est mise en service en 1840 par la Compagnie du chemin de fer de Strasbourg à Bâle. 
C'est une halte voyageurs de la Société nationale des chemins de fer français (SNCF) du réseau TER Grand Est, desservie par des trains express régionaux.

## Situation ferroviaire
Établie à 169 mètres d'altitude, la gare d'Ebersheim est située au point kilométrique (PK) 36,394 de la ligne de Strasbourg-Ville à Saint-Louis entre les gares de Kogenheim et de Sélestat.

## Histoire
La « station d'Ebersheim » est mise en service le 19 octobre 1840 par la Compagnie du chemin de fer de Strasbourg à Bâle, lorsqu'elle ouvre à l'exploitation la section de Benfeld à Colmar. Elle est établie sur le territoire du ban communal d'Ebersheim, qui compte 1 324 habitants. C'est l'une des vingt station qui étaient prévues sur le projet d'origine de la ligne et confirmées sur les études définitives.
Du 15 août 1841 au 31 mai 1842 la station d'Ebersheim délivre des billets à 3 779 voyageurs pour une recette de 4 761,05 francs, auquel s'ajoute 102,80 francs pour le service des bagages et marchandises.

## Fréquentation
De 2015 à 2024, selon les estimations de la SNCF, la fréquentation annuelle de la gare s'élève aux nombres indiqués dans le tableau ci-dessous.
| Année     | 2015   | 2016   | 2017   | 2018   | 2019   | 2020   | 2021   | 2022   | 2023   | 2024   |
| --------- | ------ | ------ | ------ | ------ | ------ | ------ | ------ | ------ | ------ | ------ |
| Voyageurs | 15 433 | 14 582 | 13 195 | 15 104 | 17 186 | 11 859 | 15 009 | 19 355 | 21 882 | 23 369 |

## Service des voyageurs

### Accueil
Halte SNCF, c'est un point d'arrêt non géré (PANG) à accès libre. Elle est équipée de deux quais avec abris.
La traversée des voies, et le passage d'un quai à l'autre, s'effectue par des escaliers et le pont routier.

### Desserte
Ebersheim est une halte voyageurs SNCF du réseau TER Grand Est desservie par des trains express régionaux de la relation Strasbourg-Ville - Colmar, ou  Sélestat.

### Intermodalité
Un parc pour les vélos et un parking pour les véhicules y sont aménagés. La gare est également desservie par la ligne A du réseau de bus Elsa.